# NGC 6565
NGC 6565 је планетарна маглина у сазвежђу Стрелац која се налази на NGC листи објеката дубоког неба.
Деклинација објекта је - 28° 10' 41" а ректасцензија 18h 11m 52,5s. Привидна величина (магнитуда) објекта NGC 6565 износи 11,6 а фотографска магнитуда 13,2. NGC 6565 је још познат и под ознакама PK 3-4.5, ESO 456-PN70, CS=19.5.